# Ducado de Sajonia-Coburgo-Eisenach
El Ducado de Sajonia-Coburgo-Eisenach fue un antiguo ducado del Sacro Imperio Romano Germánico. Existió durante dos breves periodos: 1572-1596 y 1633-1638. Su territorio fue parte de los modernos estados de Baviera y Turingia, Alemania.

## Historia
El ducado fue creado por la División de Erfurt en 1572 que implementó una decisión de la Dieta de Speyer de 1570 de separar Coburgo y Eisenach del Ducado de Sajonia-Weimar y dárselos a Juan Casimiro y Juan Ernesto, los dos hijos de Juan Federico II de Sajonia. Sin embargo, debido a que los dos príncipes eran todavía menores en ese tiempo, el territorio fue en principio gobernado por el Elector Augusto de Sajonia.
En 1586 la custodia y regencia terminó, y Juan Casimiro y Juan Ernesto empezaron a gobernar conjuntamente el ducado. Juan Ernesto pronto se retiró y volvió a su pabellón de caza en Marksuhl. En 1590 formalmente renunció a toda su participación en el gobierno del ducado por cinco años. Después del fin de este periodo, los dos hermanos acordaron dividir el Estado. Juan Casimiro sostuvo Sajonia-Coburgo, mientras que Juan Ernesto recibió Sajonia-Eisenach.
Cuando Juan Casimiro murió sin descendencia en 1633, Juan Ernesto heredó sus posesiones y Coburgo y Eisenach fueron combinadas otra vez por un corto periodo. Cuando Juan Ernesto murió sin hijos también en 1638, la línea de Duques de Sajonia-Coburgo-Eisenach finalizó y el país fue dividido entre Sajonia-Weimar y Sajonia-Altenburgo, los otros Ducados Ernestinos existentes en ese tiempo.
Sajonia-Coburgo y Sajonia-Eisenach no volverían a pertenecer otra vez a un estado común, hasta que todos los Ducados Ernestinos fueron unificados para formar Turingia en 1920.

## Duques de Sajonia-Coburgo-Eisenach
- Juan Casimiro de Sajonia-Coburgo, coduque de Sajonia-Coburgo-Eisenach (1572-1596), duque de Sajonia-Coburgo (1596-1633)
- Juan Ernesto I, coduque de Sajonia-Coburgo-Eisenach (1572-1596), duque de Sajonia-Eisenach (1596-1638), de Sajonia-Coburgo-Eisenach (1633-1638)